# Махмудов, Абдулбари Ахмедович
Абдулбари Ахмедович Махмудов (лезг. Абдулбари Агьмедан хва Магьмудов; 13 февраля 1930, с. Ашага-Мака, Курахский район — 1 января 2014) — лезгинский писатель, драматург, публицист.

## Биография
Родился 13 февраля 1930 года в селении Ашага-Мака Курахского (ныне Сулеймана Стальского) района.
После окончания Дагестанского государственного педагогического института (ДГПИ, ныне Дагестанский государственный университет) работал в образовательных учреждениях и в курахской районной газете «Коммунизмадин гатфар».
Автор повестей, рассказов, публицистических произведений. Его пьесы «Беспокойная весна», «Не рой яму…», «Сестры» ставились на сцене Лезгинского государственного музыкально-драматического театра имени С. Стальского.
Умер 1 апреля 2014 года.

## Публикации
- Махмудов А. Букет цветов.- Махачкала: Дагестанское книжное издательство, 1964.- 104с.
- Начни сначала : Повести и рассказы / Абдулбари Махмудов. — Махачкала : Даг. кн. изд-во, 1990. — 185,[3] с. : портр.; 21 см; ISBN 5-297-00074-2
- Рубят дерево, щепки летят : Повесть, рассказы, юмор, пьесы / Абдулбари Махмудов; [Худож. М. Ганиев]. — Махачкала : Дагест. кн. изд-во, 1995. — 294,[2] с. : ил.; 22 см; ISBN 5-297-00403-9
- Махмудов А. Землетрясение.- Махачкала: Издательство «Мавел», 1996.- 160с.
- Махмудов А. Лето в горах.- Махачкала: Издательство «Мавел», 2005.- 44с.
- Непридуманные истории [Текст] / А. Махмудов[ Перевод А.-Х Мирзаметова (Гусейнова)]. — Махачкала : Издательство «Мавел», 2015. — 88 с. : портр. ; 20 см.
- ЦIийи кьилелай башламиша [Текст] : повестар ва гьикаяяр / А. Махмудов. — Махачкала : Дагестанское книжное издательство, 1990. — 192 с. : портр. ; 21 см. — на лезгинском языке. — 2000 прим.. — ISBN 5-297-00074-2
- ЦIийи-Макьар [Текст] / Абдулбари Махмудов. — Махачкала : [б. в.], 2000. — 288 с. : портр., фот. ; 20 см.
- Махмудов Абдулбари , Махмудов Рагиб . Рассказы о Сулеймане Стальском . Махачкала , Даг . кн . изд — во , 1974 62 с . На лезгин . яз . 16 см . 2.500 экз .